# Коробьины
Коробьины — дворянский род татарского происхождения, происходящий от бояр Великого княжества Рязанского.
При подаче документов для внесения рода в Бархатную книгу, были предоставлены родословные росписи: Михаила (23 мая 1686) и Петра (1686) Коробьиных, к челобитной последнего были приложены: жалованная грамота рязанского князя Ивана Васильевича (1483—1500), две жалованные грамоты Василия III (1509), а также жалованные грамоты: на волости Инебож, Вольга и Залипенья Владимирского уезда (1514), жалованная грамота на старые вотчины: село Срезнево в Перевицком уезде, Рыбное и Карино в Переславль-Рязанском уезде (1523), на волости Шепково и Войничи Рузского уезда (1547—1552), похвальная царская грамота Семёну Гавриловичу Коробьину за новгородскую службу (1609), наказная память (1670) и роспись служб Коробьиных (1610—1685).
Род Коробьиных внесён во II часть родословной книги Рязанской губернии.

## Происхождение и история рода
Родоначальник татарский мурза Кичи-бей (младший, малый бей), прибывший из Большой Орды (ближе к 1427) на службу к рязанскому князю Фёдору Ольговичу, он был крещён под именем Василий (по другому родословнику — Селиван) и пожалован в бояре. Кичибей-Василий имел сыновей Ивана Кичибеевича, прозванного Карабья или Карабей (старший, старый, бей) (упомянут в 1464—1482), и Селивана. От них пошли роды Коробьиных и Селивановых. Великий князь рязанский Иван Васильевич пожаловал (1483—1500) Авдотье, вдове Ивана Кичибеевича Коробьи с сыновьями Иваном и Семёном вотчины мужа в Рязанском княжестве.
Старший сын Ивана Карабьи Иван Иванович Коробьин (упомянут в 1483-1500г) перешел на московскую службу к Василию III, где (1509) получил в кормление волость Растовец, Московского уезда. Второй брат Семён Иванович (упомянут в 1483—1500 и 1521, 1523) оставался при дворе Ивана Рязанского. Когда у Василия III возникли подозрения в лояльности рязанского князя, он вызвал его в Москву, тот не хотел ехать, но Семён Иванович уговорил его послушаться московского князя. По приезде в Москву Иван Рязанский был сразу арестован. Большинство исследователей считают Семёна Коробьина тайным агентом Москвы. Василий III пожаловал (1523) Семёну Коробьину вотчины в рязанской земле (с. Срезнево в Перевитском уезде и с. Рыбное и Карино в Переслав-Рязанском уезде), вероятно, как благодарность за оказанную услугу. Сын Ивана Ивановича — Григорий Иванович Коробьин погиб под Казанью (1530).
В XVII веке многие Коробьины были воеводами полковыми и в городах. Василий Гаврилович, окольничий, был послом в Крыму (1621—1625), Дании (1631—1632) и Персии. Василий Гаврилович при царе Михаиле Федоровиче из посольства в Персию вывез ризу Господню, которая всенародно принята с великой честью и радостью и украшенная поставлена в Соборной церкви в Москве.
Иван Гаврилович, член посольства Филарета Никитича в Польшу, был с ним вместе в плену (1610—1619), позже ездил послом в Турцию. Стольник и воевода Иван Яковлевич посол в Австрии (1662).
В XVIII веке многие Коробьины служили воеводами, стольниками, стряпчими и прочими. Владимир Григорьевич Коробьин (1826—1895) был сенатором. Его старший сын унаследовал фамилию Муравьёва-Апостола и именуется Муравьёв-Апостол-Коробьин.

## Родословная роспись
Приехал из Орды к великому князю Фёдору Ольговичу Рязанскому татарин Кичибей — а во крещении имя ему Селиван, а был у великого князя Фёдора на Рязани боярин. А у Селивана дети: Василий да Карабья. А у Василия сын Григорий. А у Коробьи дети: Григорий да Иван. А у Григорья сын Иван. А у Ивана сын Василий Ямской.

## Описание герба
В щите, имеющем золотое поле изображён воин, скачущий на белом коне в левую сторону, имеющий в руке натянутый лук со стрелою, а за плечами колчан.
Щит увенчан обыкновенным дворянским шлемом с дворянскою на нём короною и тремя страусовыми перьями. Намёт на щите золотой, подложенный голубым. Герб рода Коробьиных внесён в Часть 3 Общего гербовника дворянских родов Всероссийской империи, стр. 16.

## Известные представители
- Коробьин Василий Михайлович — стольник патриарха Филарета (1627—1629), московский дворянин (1636—1668).
- Коробьин Прокофий Васильевич — стольник (1627—1640) (ум.1645).
- Коробьин Семён Гаврилович — московский дворянин (1627—1629). (ум. 1635).
- Коробьины: Фёдор и Яков Фёдоровичи — московские дворяне (1627—1640).
- Коробьин Павел Михайлович — рязанский городовой дворянин (1629).
- Коробьин Дмитрий Фёдорович — патриарший стольник (1629), стольник (1636—1640), московский дворянин (1640—1677).
- Коробьин Василий Гаврилович — воевода в Путивле (1614—1616), в Зарайске (1618—1619), московский дворянин (1627—1629).
- Коробьин Семён Гаврилович — воевода во Владимире на Клязьме (1614), в Дорогобуже (1616), в Белёве (1619), в Уфе (1623), в Казани (1634—1636).
- Коробьин Иван Гаврилович — московский дворянин (1627—1640), воевода в Астрахани (1629—1630) (ум. 1643).
- Коробьин Степан Андреевич — московский дворянин (1636—1640).
- Коробьин Яков Фёдорович — воевода в Кашире (1638—1641), в Касимове (1644—1645).
- Коробьин Иван Яковлевич — стряпчий (1640—1658), стольник (1658—1676).
- Коробьин Иван Фёдорович — московский дворянин (1640—1668).
- Коробьин Прокофий Васильевич — воевода в Осколе (1642—1643).
- Коробьин Иван Павлович — московский дворянин (1658).
- Коробьин Василий Яковлевич — московский дворянин (1658—1668).
- Коробьин Иван Яковлевич — стольник (1658—1676), воевода в Брянске (1670).
- Коробьины: Никифор Лаврентьевич и Алексей Иванович — московские дворяне (1676—1677).
- Коробьин Иван Михайлович — стряпчий (1680), стольник (1686—1692).
- Коробьин Василий Васильевич — стряпчий (1680), стольник (1686—1692).
- Коробьин Михаил Дмитриевич — стряпчий (1681), стольник (1686—1692).
- Коробьины: Иван Большой и Иван Меньшой Ивановичи, Михаил и Иван Ивановичи — стряпчие (1683), стольники (1686—1692).
- Коробьины: Семён Семёнович, Семён Никифорович, Тимофей, Степан и Пётр Васильевичи, Леонтий Михайлович — стольники (1686—1692).
- Коробьин Семён N и Семён Степанович — стольники царицы Прасковьи Фёдоровны (1686—1692).
- Коробьины: Филипп Никифорович и Ерофей Васильевич — стряпчие (1692).
- Коробьин Пётр Михайлович — стольник царицы Евдокии Фёдоровны (1692).
- Коробьин Степан — стольник. воевода в Енисейске (1693).
- Коробьин Иван Михайлович — стольник (1686—1692), воевода в Кунгуре (1699)[16][17].
- Коробьин Григорий Степанович — депутат Козловского дворянства (1767—1768)
- Коробьин Михаил Степанович — Киевский губернатор (1800—1803)